# Las monstruosas aventuras de Zipi y Zape
Las monstruosas aventuras de Zipi y Zape es una película de animación que cierra la serie de Zipi y Zape. Salió en DVD directamente. 

## Argumento
Consta en realidad de escenas de algunos episodios, claramente redoblados para darles una nueva trama y relacionar las escenas. Sin embargo, hay dos escenas propias de la película aparte de la presentación de los personajes:
Una en la que la familia Zapatilla pasó la noche en una casa encantada donde habitaban Lord Peloty y Lady Evily, dos fantasmas muy parecidos a Peloto y Evilina. 
La segunda escena propia de la película trata de que Zipi y Zape van con sus amigos a Egipto a una pirámide, donde se encuentra la momia de hace 300 años Evilitosis (también muy parecido a Evilina).
- Datos: Q5411269